# الاسنوم (المقاطرة)

تعديل مصدري - تعديل

الاسنوم هي إحدى قرى عزلة زعازع بمديرية المقاطرة التابعة لمحافظة لحج، بلغ تعداد سكانها 200 نسمة حسب تعداد اليمن لعام 2004.